# A dios Momo
A dios Momo es una película uruguaya de 2006 dirigida por Leonardo Ricagni y protagonizada por Jorge Esmoris, Washington Luna y Matías Acuña.

## Sinopsis
Obdulio (Acuña), un canillita que trabaja para mantener a su familia, se encuentra con un maestro (Esmoris) que lo introduce en el mundo de la educación a través de letras de murga. El parte más famosa del papel de Obdulio es “Diario!” que él grita en cada escena.